# Politie Amsterdam-Amstelland

Locatie

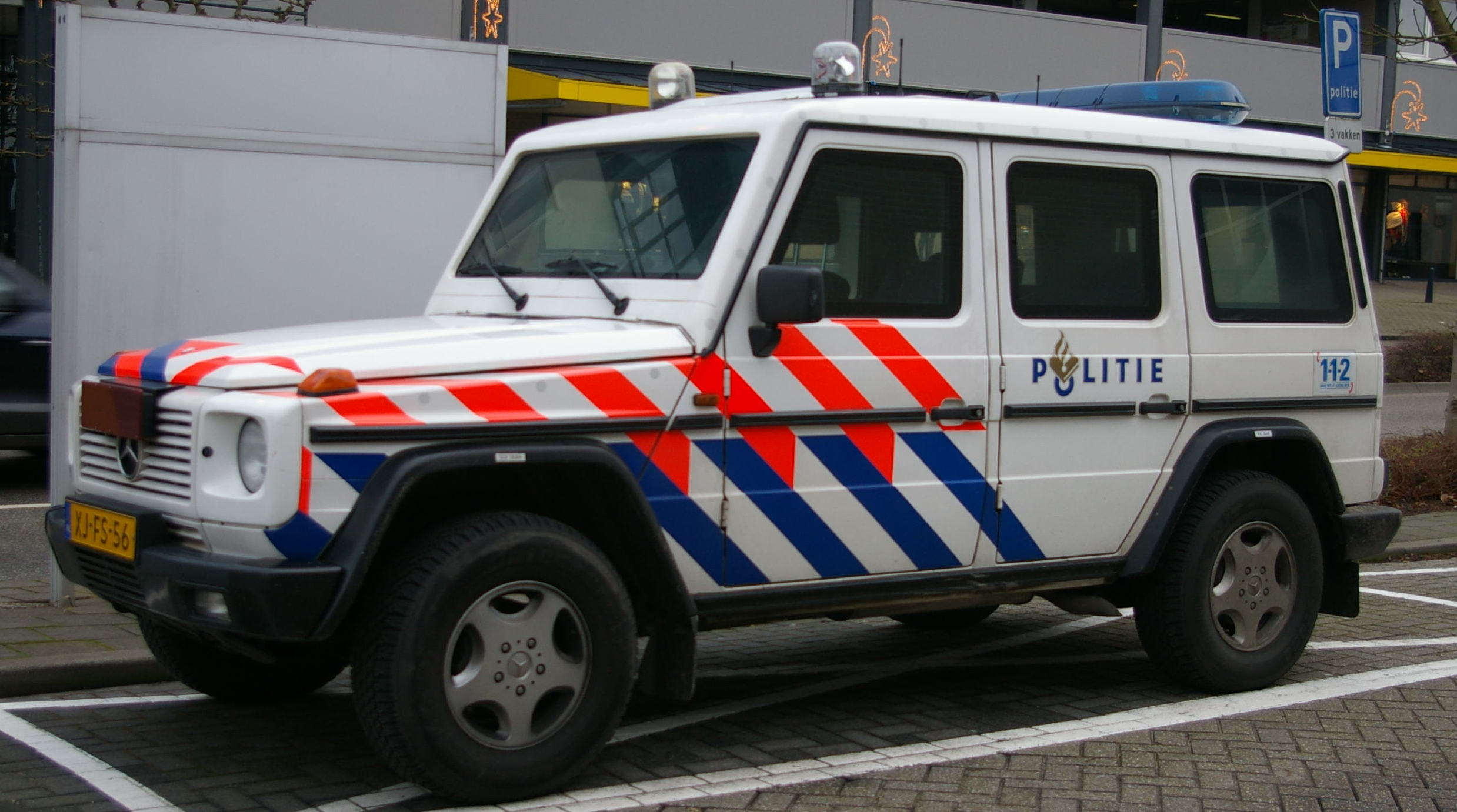
Mercedes G-klasse, in gebruik bij regiokorps Amsterdam-Amstelland (2008)

De politieregio Amsterdam-Amstelland omvatte de gemeenten Aalsmeer, Amsterdam, Amstelveen, Diemen, Uithoorn en Ouder-Amstel. Dit gebied besloeg 357 km² waarin ruim 900.000 mensen woonden.
Het korps is per 1 januari 1994 ontstaan als gevolg van het in werking treden van de Politiewet 1993 die onder andere tot gevolg had dat de korpsen van Gemeentepolitie en Rijkspolitie fuseerden. De fusiepartners waren Gemeentepolitie Amsterdam, Gemeentepolitie Amstelveen en het District Amsterdam van de Rijkspolitie.
Het korps bestond uit een kleine 6.000 politiemensen en had een jaarlijks budget van circa 394 miljoen euro. De regio Amsterdam-Amstelland was verdeeld in vijf districten en 32 wijkteams.
Bij de invoering van de Nationale Politie op 1 januari 2013 is het regiokorps Amsterdam-Amstelland omgezet in de Regionale Eenheid Amsterdam, een van de tien regionale eenheden.

## Beheer
Het beheer van een eenheid is in handen van het regionaal college bestaande uit de burgemeesters van de deelnemende gemeenten. De burgemeester van Amsterdam is automatisch voorzitter van het college en tevens korpsbeheerder.

## Gezag
De burgemeesters zijn verantwoordelijk voor de openbare orde en daarmee ook voor politieactiviteiten op dat vlak. De hoofdofficier van justitie Herman Bolhaar is verantwoordelijk voor opsporingsonderzoeken die de politie uitvoert. Voormalig burgemeester Job Cohen heeft een aantal beheersbevoegdheden gemandateerd aan de toenmalige korpschef, hoofdcommissaris Bernard Welten, die deze daarmee zelfstandig kan uitvoeren.

## Driehoek
Het beleid in de eenheid Amsterdam wordt vastgesteld in de zogenaamde regionale driehoek: het overleg tussen korpsbeheerder Halsema, hoofdofficier De Beukelaer en hoofdcommissaris Paauw. Lokaal beleid wordt op gemeentelijk niveau bepaald in de lokale driehoeken. Hierin hebben zitting: de burgemeester, de officier van justitie en de lokale (politie)districtschef. In Amsterdam fungeren ook nog sub-driehoeken: dat is het overleg tussen de stadsdeelvoorzitter, een vertegenwoordiger van de burgemeester, de officier van justitie en de lokale (politie)districtschef.

## Overzicht en structuur van de districten
Hier een overzicht van de verschillende districten met de daaronder vallende politiebureaus/wijkteams, waarbij telkens het eerstgenoemde bureau ook het districtsbureau is van het district.
- Centrum-Noord (district 1)
  - Beursstraat,
  - Lijnbaansgracht,
  - IJ-tunnel,
  - Klimopweg (Noord)
  - Nieuwezijds Voorburgwal,
  - Nieuwmarkt,
  - Raampoort,
  - Prinsengracht,
  - Waddenweg (Noord)
- Oost (district 2)
  - Flierbosdreef (Bijlmer)
  - Ganzenhoef (Bijlmer)
  - Diemen (aan de D.J. den Hartoglaan) / Ouder-Amstel
  - Linnaeusstraat
  - Remmerdenplein (Gaasperdam)
  - 's Gravesandeplein
  - Balistraat (Indische buurt)
  - IJburg (IJburglaan)
- Zuid (district 3)
  - Amstelveen-Noord (Gerard Doulaan)
  - Amstelveen-Zuid (Zetterij)
  - Uithoorn (Laan van Meerwijk)
  - Aalsmeer (Dreef)
  - Van Leijenberghlaan (Buitenveldert)
  - Ferdinand Bolstraat (De Pijp)
  - Rivierenbuurt (President Kennedylaan)
  - Koninginneweg
- West (district 4)
  - Meer en Vaart (Osdorp),
  - Surinameplein, met daarbij behorend post Mercatorplein,
  - Lodewijk van Deysselstraat (Slotermeer)
  - August Allebéplein (Overtoomse Veld)
  - Houtmankade,
  - Oud-West (2e Constantijn Huygensstraat)
  - Bos en Lommer (aan de Hoofdweg), (voorheen Admiraal de Ruijterweg)

Het politiebureau en team "Water-Havens", gevestigd aan de Radarweg in Westpoort, valt niet onder een district.

## Verkeersdienst
De regiopolitie Amsterdam-Amstelland kent haar eigen verkeerspolitie, tot voorheen het wijkteam Autosnelwegen.
Rond 2007 werd dit opgegaan in DCIV, Dienst Controle Infrastructuur Verkeer.
Zowel het toezicht op het Water (Team Water) openbaar vervoer (Team Openbaar vervoer TOV) als de dienst Verkeersdienst werken vanuit een zelfstandig bureau 'De Eenhoorn', in Amsterdam Oost. Ook de FTVO (forensisch Technische verkeersongevallen dienst) en de VOA (verkeers ongevallen analyse) werken vanuit dit gebouw.
Deze vernieuwde opzet is in het kader van de "Nodale Oriëntatie" wat inhoudt dat de politie aanwezig wil zijn op knooppunten waar mensen zich verzamelen.

## Dienst Executieve Ondersteuning
De Dienst Executieve Ondersteuning (DEO) van de regiopolitie Amsterdam Amstelland is een steeds groter worden bedrijfsonderdeel.
DEO levert onder andere flexibel inzetbaar personeel om de wijkteams en/of districten te ondersteunen.
Bij DEO werken agenten en surveillanten welke zeer flexibel inzetbaar zijn, deze opzet is uniek voor de politie in Nederland en levert de hele regio slagkracht op de momenten dat dat het meest nodig is.
Ook de meldkamer, Mobiele Eenheid en de Hondengeleiders alsmede de Ruiterij vallen onder dit bedrijfsonderdeel.

## Incidenten
- 29 april 1974 werd agent Simon Landman doodgeschoten.
- 6 augustus 1982 werd hoofdagent Jaap Honingh doodgeschoten door de Engelsman Alan Reeve.
- 5 augustus 1985 werd hoofdagent Peter Lugten doodgestoken.
- 9 juli 2008 werd de 28-jarige hoofdagente Gabrielle Cevat doodgeschoten.

Bestaande regionale politieeenheden:
Noord-Nederland ·
Oost-Nederland ·
Midden-Nederland ·
Noord-Holland ·
Amsterdam ·
Den Haag ·
Rotterdam ·
Zeeland - West-Brabant ·
Oost-Brabant ·
Limburg ·
Eenheid Landelijke Expertise en Operaties ·
Eenheid Landelijke Opsporing en Interventies

Voormalige eenheden:
Landelijke Eenheid
Voormalige regiokorpsen:
Politie Groningen ·
Politie Fryslân ·
Politie Drenthe ·
Politie IJsselland ·
Politie Twente ·
Politie Noord- en Oost-Gelderland ·
Politie Gelderland-Midden ·
Politie Gelderland-Zuid ·
Politie Utrecht ·
Politie Noord-Holland-Noord ·
Politie Zaanstreek-Waterland ·
Politie Kennemerland ·
Politie Amsterdam-Amstelland ·
Politie Gooi en Vechtstreek ·
Politie Haaglanden ·
Politie Hollands Midden ·
Politie Rotterdam-Rijnmond ·
Politie Zuid-Holland-Zuid ·
Politie Zeeland ·
Politie Midden- en West-Brabant ·
Politie Brabant-Noord ·
Politie Brabant-Zuidoost ·
Politie Limburg-Noord ·
Politie Limburg-Zuid ·
Politie Flevoland ·